# Књижевна антропологија
Књижевна антропологија је област антропологије и науке о књижевности која има за циљ анализу и разумевање књижевних текстова у широј, културној перспективи. Књижевна антропологија истражује улогу књижевности у друштвеном животу и индивидуалном искуству у датом културном и историјском контексту. Она осветљава читав комплекс људског друштвеног стања укључујући и улогу нарације и природу креативности у друштвеном животу.
Свака врста књижевног дела, од раних епика до савремених романа, представља сведочанство минулог времена и портрет одређене културе. Од почетка историје, литерарни списи су обично настајали упоредо са посебним друштвеним установама. У технолошко неразвијеним друштвима и племенима је готово немогуће одвојити поезију, митове или приче од обреда, магије или њима својствене друштвене праксе. Питања везана за књижевност друштва су питања традиције и конвенције норми, жанрова, симбола и мотива; питања о вези између књижевности друштва и дате друштвене ситуације, економског, друштвеног и политичког система чиме се одређује утицај друштва на књижевност као и процењивање положаја књижевности у друштву. Будући да обухвата тоталитет људске егзистенције, антропологија као наука о човеку настоји да сагледа смисао и значење књиге и читања. Антрополошки карактер књижевности произилази из чињенице да књижевност представља средство не само за разумевање света као простора у којем се открива људска природа већ и средство за обликовање културне и друштвене стварности.

## Историја књижевне антропологије
Оснивачима књижевне антропологије се сматрају немачки теоретичар књижевности Волфганг Изер (Wolfgang Iser 1926-2007) и интерпретативни антрополог Клифорд Герц (Clifford Geertz 1926-2006).
Волфганг Изер је познати немачки теоретичар књижевности и англиста и припадао је најзначајнијим личностима немачке теорије књижевности у 20. веку. У позним годинама, Изер је развијао студије књижевне (литерарне) антропологије и у својим теоријским постулатима се ослањао на идеје Клифорда Герца успостављајући тзв. „антрополошки заокрет” у књижевним проучавањима чиме се конституисала нова грана хуманистичких наука - антропологија књижевности или књижевна антропологија. Изерова најпознатија дела из ове области су Трагање: Од читалачког одговора до књижевне антропологије (Prospecting: From Reader Response to Literary Anthropology) из 1989. године, О фиктивном и имагинарном: Перспективе књижевне антропологије (The Fictive and the Imaginary: Charting Literary Anthropology) из 1991. године и Како радити на теорији (How To Do Theory) из 2006. године. У свом делу О фиктивном и имагинарном: Перспективе књижевне антропологије, Волфганг Изер развија тезу да је књижевност огледало антрополошких теорија. Најопштије претпоставке Изеровог антрополошког пројекта говоре у прилог ономе што одређује човеков положај у свету. Човек стреми да објасни оно што је неразумљиво и открије смисао у свему што га окружује стварајући фикције које му помажу при разумевању не само света, већ и сопствених мотива и потреба. Књижевност као фикција је „огледало” које дозвољава људима да се изразе језиком као медијумом своје креације. Она није само облик доживљаја већ и рефлексија онога што смо ми.
Први корак ка конституисању литерарног (херменеутичког) приступа у антрополошким истраживањима културних пракси је направио Клифорд Герц. Герц се сматра оснивачем правца који је у научним круговима познат под називом интерпретативна антропологија. Његова књига Тумачење културе (The Interpretation of Culture) објављена је 1973. године и представља једну од прекретница у антропологији 20. века. Герц полази од претпоставке немачког социолога Макса Вебера да људска бића живе унутар мреже значења које су она сама изаткала. У антропологији се ове мреже значења колективно називају култура, а њихово појединачно значење је ствар симбола. За Герца је етнографија специфичан начин записивања одређене културе, која се спроводи кроз посебну врсту „густог” описа. Своје идеје даље развија у збирци есеја Писање културе (Writing Culture) из 1986. године, при чему разматра однос антропологије и књижевности у контексту писања етнографија. Он сугерише да су списи некадашњих антрополога имали јасан ауторски идентитет. Према његовом мишљењу, стилске технике и наративне инстанце у антрополошким текстовима су служиле да се отелотворе односи моћи и интереси који су антрополози остваривали. Постављањем у први план кризу културне репрезентативности насталу под утицајем постколонијалне књижевне теорије и политике расних и родних разлика, инсиститрало се да антрополози редефинишу поетику етнографског писања. Герц је себе видео као писца, аутора који развија антрополошку праксу писања о значењима других, као и наших сопствених, људских, културних и симболичких светова. Антрополошки рад је схватао као креативну естетско-имагинативну интерпретацију онога што други људи чине. Он је настојао да успостави херменеутичку перспективу у антрополошком писању и отуд његова преокупација терминима као што су улога реторике, природа тумачења, ефекат уверљивости и ауторизација етнографског писања, ауторефлексивност итд. За разлику од Волфганга Изера који је покренуо „антропологизацију књижевних студија”, Герц је успоставио „лингвистички обрт” у антрополошким проучавањима. На тај начин су се успоставила два дискурса знања чија комбинација најављује нову дисциплину антропологије књижевности. Померајући позицију из једног дискурса знања у други, антрополошки карактер књижевности легитимизује своју флексибилност у проучавањима најразличитијих феномена.

## Дефинисање назива дисциплине
Расправа око самог назива и предмета дисциплине је изражена у двема алтернативама: антропологија књижевности и књижевна антропологија. Формалистички, ова два правца заговарају другачији приступ. Антропологија књижевности је емпиријски оријентисана и представља део антрополошке дисциплине док је књижевна антропологија метода науке о књижевности. Књижевна антропологија у науци о књижевности као темељни принцип поставља принцип разумевања и литерарност дела настојећи да из антрополошке перспективе порекне независност „естетског“ од друштвеног и културног контекста.
Док антропологија књижевности посматра књижевност као друштвену творевину, попут социологије књижевности, дотле књижевна антропологија настоји да протумачи саму литерарну вредност, односно форму дела откривајући у естетској форми обрисе друштвеног и културног. Овај дуалитет је много више изражен у социолошкој науци. Наиме, док „социологија књижевности“ пада под принцип опште социологије, која на књижевност примењује тзв. „спољашње посматрање“ испитујући дело као документ времена, па се, за разлику од књижевне социологије, која иде на форму дела, ова усредсређује пре свега на димензију садржаја. У антрополошкој науци, због својих мултидисциплинарних начела насталих у постмодернизму, динамичан однос антропологије и књижевности пружа више варијетета. Од времена Клифорда Герца, који је у антропологији успоставио релативистичку парадигму, па све до данас влада мишљење о „мекој“ антропологији која је литерарна по карактеру и која је „укорењена у књижевној критици, деконструктивистичкој мисли у постструктурализму, новој друштвеној историји и постмодернизму. У том контексту се често говори и о поетици антрополошких студија или поетици култура која у домен проучавања узима антрополога као аутора и антрополога као писца.

## Области проучавања
Књижевност, као подручје људске активности, је укључена у репертоар предмета истраживања хуманистичких студија. Антропологија књижевности, као наука о човечанству и култури уопште, за предмет свог проучавања узима књижевна дела у најширем смислу. Као што антропологија свакодневице говори о људском бићу кроз објектив свакодневног живота, тако и антропологија књижевности говори нешто важно о људским бићима гледано кроз објектив књижевности. Међусобни утицаји ове две области развијају уже сегменте проучавања попут књижевности и национализма, књижевности и етнологије, књижевности и идентитета, књижевности и историје, књижевности и Другости итд. Као полазни приступ у истраживању се може поставити конструкција романа која открива вишеструке позајмице између књижевности и културних система. Свет главног јунака је често исконструисан на месту сусрета различитих култура, приликом чега се ствара простор за анализу културних перспектива. Литерарни свет је изграђен на границама различитих култура и културних идентитета у чијем садржају је могуће пронаћи систем значења одређеног друштва. Књижевна антропологија има за циљ да анализом људских креација дође до суштине човека у најопштијем смислу. Књижевна антропологија говори о суштини људског бића, начину на који поима културу, религијске, духовне феномене, друштвене односе и начину на који дефинише себе у односу на друге, стварајући индивидуални, друштвени и културни идентитет.